# Pielinen
Pielinen (řidčeji Pielis nebo Pielisjärvi) je jezero ve východním Finsku v regionu Severní Karélie. Rozloha jezera je 894,21 km². Jezero je protáhnuté ze severozápadu na jihovýchod v délce 100 km při šířce 1,5 až 40 km. Maximální hloubka je 48 m. Jezero leží v nadmořské výšce 94 m.

## Pobřeží
Pobřeží je členité, mírně kopcovité a zalesněné. Na břehu leží město Nurmes na severu a Lieksa na východě. Na západním břehu se nachází pahorek Koli s Národním parkem Koli.

## Ostrovy
Na jezeře se nachází 1259 ostrovů. Největší jsou Paalasmaa (27 km²), Kynsisaari (13 km²) a Porosaari (10 km²). Další jsou podle abecedy např. Hattusaari, Honkasaari (Juuka), Honkasaari (Nurmes), Iso Ristisaari, Kaitasaari, Karhusaari, Kaunissaari, Kertonsaari, Kelvänsaari, Kinahmonsaaret, Kolmassaari, Koveronsaari, Kuivasaari, Kulkulsaari, Larinsaari, Lehtosaari, Liklamo, Lokkisaari, Lörsänsaari, Mantina, Mustasaari, Patvisaaret, Pieni Ristisaari, Pyysaari, Rekisaari, Retusaari, Romonsaaret, Rääkky, Satjanko, Sipolansaari, Toinensaari, Turakka, Uramonsaari a Varpo.

## Vodní režim
Největší přítok je řeka Lieksanjoki přitékající z Ruska. Dalšími přítoky jsou Valtimonjoki a Saramojoki. Vodu z jezera odvádí 67 km dlouhá řeka Pielisjoki do jezera Pyhäselkä, jež je jednou z částí největšího finského jezera Saimaa. Zamrzá na konci listopadu a rozmrzá uprostřed května.

## Využití
Na jezeře je rozvinutá lodní doprava. Podle jezera je pojmenována planetka 1536 Pielinen.